# Paizay-Naudouin-Embourie

Paizay-Naudouin-Embourie este o comună în departamentul Charente, Franța. În 1 ianuarie 2022 avea o populație de 351 de locuitori.